# Mikhail Bukinik
Mikhail Bukinik (en russe : Михаил Евсеевич Букиник, né le 10 octobre 1872 à Doubno et mort en 1947 aux États-Unis) est un violoncelliste et compositeur ukrainien naturalisé américain en 1922. 